# Rafael Leitão
Rafael Duailibe Leitão (São Luís, 28 de dezembro de 1979) é um enxadrista e heptacampeão brasileiro, detendo os títulos de Grande Mestre Internacional de Xadrez pela FIDE e pela ICCF. Atual número 1 do Brasil.
Além de sua atuação como enxadrista profissional, Rafael Leitão é presente nas plataformas de streaming, possuí um canal no YouTube com mais de 70 mil inscritos.

## Carreira
Com o incentivo do pai, começou a jogar xadrez com seis anos. Aos nove anos conquistou seu primeiro título relevante, o de campeão brasileiro mirim (sub-10 – 1989). No mesmo ano, participou pela primeira vez do Campeonato Mundial de Xadrez Juvenil (FIDE), logrando expressiva pontuação, com 10 vitórias e apenas 1 empate, terminando em 2º lugar, pelo critério de desempate, já que obteve o mesmo número de pontos do 1º colocado.  
Em 1995, aos 15 anos, alcançou o título de Mestre Internacional, ao sagrar-se campeão panamericano juvenil, em Santiago (Chile).  
Em 1998, aos 18 anos, tornou-se o mais jovem brasileiro a conquistar o título de Grande Mestre. Antes de Rafael, quem conseguiu o título Grande Mestre mais jovem foi Henrique Mecking, aos 19 anos.
Defendeu o Brasil em nove Olimpíadas de Xadrez: 1996, em Erevan (Armênia); 2000, em Istambul (Turquia); 2002, em Bled (Eslovênia); 2006, em Turim (Itália); 2010, em Khanty-Mansiysk (Rússia); 2012, em Istambul; 2014, em Oslo (Noruega); 2016, em Baku (Azerbaijão); 2018, em Batumi (Geórgia).  
Participou de diversos campeonatos mundiais da FIDE, logrando sua melhor colocação em Nova Delhi, quando ficou entre os 16 melhores do mundo. 
É o único brasileiro campeão mundial de xadrez (FIDE), título conquistado por duas vezes: sub-12, (Varsóvia, 1991) e sub-18 (Menorca, 1996). A conquista do título sub-18 representou um importante marco na história do Xadrez brasileiro, devido ao altíssimo nível da competição.
Em junho de 2014, atingiu o rating de 2652, o mais alto de sua carreira, onde chegou a ser o n°101 do mundo.
Em 2012, após a conquista do terceiro lugar no Campeonato Mundial de Xadrez Epistolar, a Federação Internacional de Xadrez por Correspondência (ICCF) homologou Leitão como Grande Mestre.
Ele conquistou 7 vezes o Campeonato Brasileiro Absoluto de Xadrez, em  1996, 1997, 1998, 2004, 2011, 2013 e 2014. Ele é, portanto, recordista nesse esporte, compartilhando esse feito somente com outros 3 enxadristas: Souza Mendes, Jaime Sunye Neto e Giovanni Vescovi. Entre essas 7 vitórias, destaca-se a obtida no campeonato de 2011, realizado em Campinas, São Paulo. Esse é considerado um dos campeonatos mais disputados entre todos, devido ao fato de ter apresentado, entre seus competidores, 7 Grandes Mestres.

## Participações em Olímpiadas
Representou o Brasil em nove edições da Olimpíadas de Xadrez.
| Ano  | Edição        | Local           | Tabuleiro | Pontos | Partidas | V | E | D | %    | Classificação | Classificação |
| ---- | ------------- | --------------- | --------- | ------ | -------- | - | - | - | ---- | ------------- | ------------- |
| Ano  | Edição        | Local           | Tabuleiro | Pontos | Partidas | V | E | D | %    | Equipe        | Individual    |
| 1996 | 32ª Olimpíada | Yerevan         | 1º        | 8      | 14       | 5 | 6 | 3 | 57.1 | 51º           | 37º           |
| 2000 | 34ª Olimpíada | Istambul        | 2º        | 6½     | 12       | 4 | 5 | 3 | 54.2 | 38º           | 42º           |
| 2002 | 35ª Olimpíada | Bled            | 2º        | 5      | 11       | 2 | 6 | 3 | 45.5 | 35º           | 76º           |
| 2006 | 37ª Olimpíada | Turim           | 3º        | 8      | 10       | 6 | 4 | 0 | 80.0 | 32º           | 2º            |
| 2010 | 39ª Olimpíada | Khanty-Mansiysk | 1º        | 6      | 10       | 4 | 4 | 2 | 60.0 | 17º           | 28º           |
| 2012 | 40ª Olimpíada | Istambul        | 1º        | 6      | 10       | 3 | 6 | 1 | 60.0 | 39º           | 27º           |
| 2014 | 41ª Olimpíada | Tromsø          | 1º        | 3½     | 8        | 1 | 5 | 2 | 43.8 | 22º           | 56º           |
| 2016 | 42ª Olimpíada | Baku            | 2º        | 6½     | 10       | 3 | 7 | 0 | 65.0 | 23º           | 24º           |
| 2018 | 43ª Olimpíada | Batumi          | 1º        | 5      | 9        | 2 | 6 | 1 | 55.5 | 63º           |               |

## Títulos conquistados
- Campeão Mundial Pré-infantil (sub-12), em Varsóvia/Polônia, 1991.
- Campeão Mundial Infanto-juvenil (sub-18), em Menorca, 1996.
- 8 vezes campeão pan-americano (1989, 1990, 1991, 1992, 1993, 1994, 1995 - categoria cadetes sub-16 e 1995 - categoria juvenil sub-20).
- Vice-campeão mundial da categoria mirim (sub-10), em Porto Rico, 1989.
- Vice-campeão mundial da categoria cadetes (sub-16), em Guarapuava/PR, 1995.[7]
- Terceiro lugar no Campeonato Mundial Infantil (sub-14), em Bratislava/Eslováquia, 1993.
- Medalha de Prata na Olimpíada de Xadrez, em Turim/Itália, (2006).
- Terceiro lugar no Campeonato Mundial da ICCF, em Ron Langeveld/Países Baixos, (2010 – 2014).
- Heptacampeão Brasileiro Absoluto de Xadrez (1996, 1997, 1998, 2004, 2011, 2013 e 2014).[5]
- Campeão da Copa Itaú (2000).
- 6° Torneio Internacional Gov. Mário Covas Jr[8]
- Festival Internacional em Americana[9]
- 5° Magistral Hebraica[10]
- Antônio Rocha Memorial[11]
- Dr. Armando Rizzoni Memorial[12]
- Manaus Chess Open 2024[13]